# Labatt Bleue

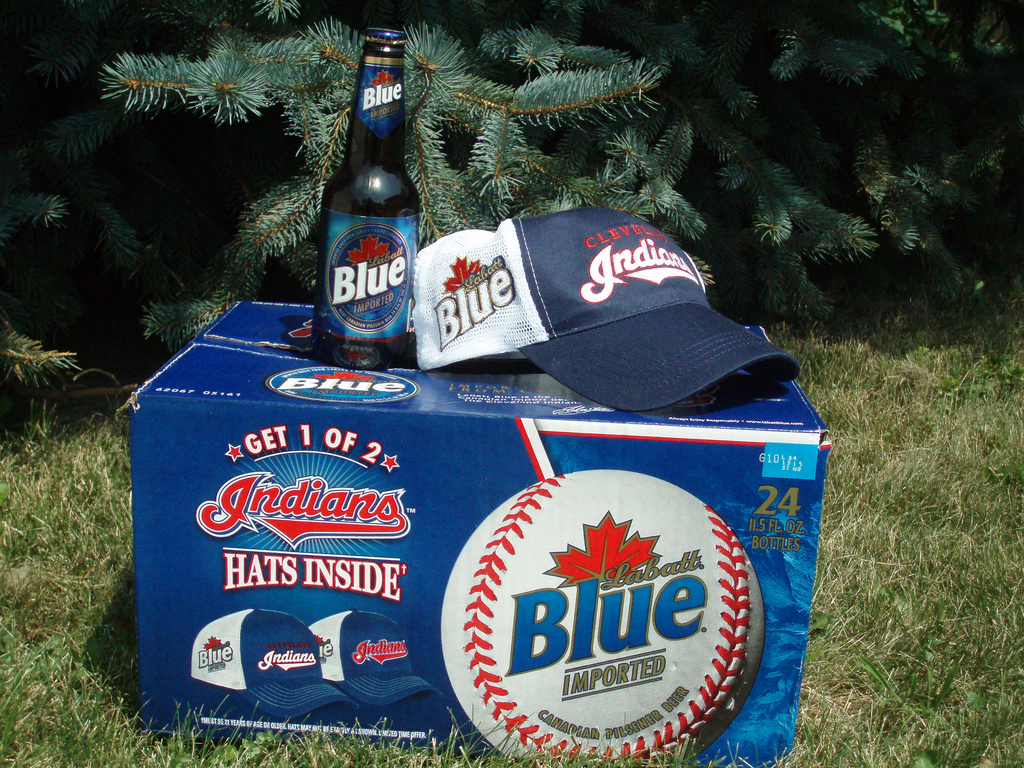
Un pack de Labatt Bleue

Labatt Bleue, ou Labatt Blue en anglais, est une bière canadienne blonde produite par la brasserie Labatt. Bouteille de style « long neck », de couleur brune, avec étiquette et capsule bleues.

## Historique
Lancée en 1951 sous le nom de Labatt Pilsener, elle a été baptisée pour la couleur de son étiquette par les partisans de l'équipe de football les Blue Bombers de Winnipeg. En 1979, Labatt Bleue devient la bière la plus vendue au Canada en dépassant en popularité la bière Labatt 50. Dès lors, la marque vedette Labatt Bleue est entrée dans de nombreuses compétitions internationales de bières telles que les Sélections Mondiales de la Qualité, organisées par Monde Selection. Labatt Bleue a été récompensée en 2003 d’un label de qualité Or, attribué par Monde Selection. Aujourd’hui, Labatt Bleue a augmenté sa notoriété à travers le monde et est devenue la bière canadienne de type pils la plus connue au monde.

## Marketing
Labatt Bleue est également le symbole du Parti Bleue, un parti politique fédéral fictif créé en 2004 par l'équipe de marketing de Labatt se réclamant du « Parti de la bière ». Revendiquant des happy hours plus longues et d'autres mesures en faveur du développement de la bière au Canada.